# Sozina
Sozina este un sat din comuna Bar, Muntenegru. Conform datelor de la recensământul din 2003, localitatea are 6 locuitori (la recensământul din 1991 erau 8 locuitori).

## Demografie
În satul Sozina locuiesc 6 persoane adulte, iar vârsta medie a populației este de 64,5 de ani (62,5 la bărbați și 65,5 la femei). În localitate sunt 6 gospodării, iar numărul mediu de membri în gospodărie este de 1,00.
|  |

| Demografie | Demografie | Demografie |
| An         | Locuitori  | Locuitori  |
| ---------- | ---------- | ---------- |
|            |            |            |
|            |            |            |
|            |            |            |
|            |            |            |
| 1948       | 188        |            |
| 1953       | 166        |            |
| 1961       | 126        |            |
| 1971       | 78         |            |
| 1981       | 28         |            |
| 1991       | 8          | 8          |
| 2003       | 6          | 6          |

| \| Componența etnică conform recensământului din 2003[2] \| Componența etnică conform recensământului din 2003[2] \| Componența etnică conform recensământului din 2003[2] \| Componența etnică conform recensământului din 2003[2] \| Componența etnică conform recensământului din 2003[2] \| \| ----------------------------------------------------- \| ----------------------------------------------------- \| ----------------------------------------------------- \| ----------------------------------------------------- \| ----------------------------------------------------- \| \| \| \| \| \| \| \| Muntenegreni \| Muntenegreni \| \| 4 \| 66,66% \| \| Sârbi \| Sârbi \| \| 1 \| 16,66% \| \| Musulmani \| Musulmani \| \| 1 \| 16,66% \| \| necunoscută \| necunoscută \| \| 0 \| 0% \| |              |  |   |        |
| Componența etnică conform recensământului din 2003 |              |  |   |        |
| |              |  |   |        |
| Muntenegreni | Muntenegreni |  | 4 | 66,66% |
| Sârbi | Sârbi        |  | 1 | 16,66% |
| Musulmani | Musulmani    |  | 1 | 16,66% |
| necunoscută | necunoscută  |  | 0 | 0%     |